# Pręgowo (Kętrzyn)
Pręgowo (deutsch Prangenau) ist ein Dorf in Polen in der Woiwodschaft Ermland-Masuren. Es gehört zum Powiat Kętrzyński,  Gmina Kętrzyn (Landgemeinde Rastenburg). Der Ort bildet ein Schulzenamt (sołectwo), zu welchem keine weiteren Ortschaften gehören.

## Geographie
Das Dorf liegt im Norden Polens, etwa fünf Kilometer südlich von Kętrzyn. Östlich von Pręgowo befindet sich der zwei Hektar große See Zakraj (Sakray).

## Geschichte
Das heutige Pręgowo wurde 1426 als Bürgerswald gegründet. Es gehörte der Stadt Rastenburg und musste Hühner und Holz als Abgaben liefern und ein Pferd für die Stadt halten. Die Umbenennung in Prangenau erfolgte möglicherweise auf Grund eines Dorfschulzen der Hans Prangen hieß. Ende des 17. Jahrhunderts musste Rastenburg auf Grund finanzieller Zwänge das Dorf verkaufen. 1696–1723 befand sich der Ort im Besitz von Melchior Hippel (1657–1729, Stadtkämmerer von Rastenburg). 1729 wurde im Dorf die erste Schule eingerichtet. 1818 gab es in 23 Wohnhäuser im Ort. 1908 kauften Kolde von Ludwig Pohl, ein Seifenfabrikant, Prangenau. 1913 wurde Christoph Laurer als Eigentümer des größten Gutes, mit einer zugehörigen Fläche von 88,5 Hektar, von Prangenau genannt. 1935 gab es im Dorf zwölf größere und sechs kleinere Landwirtschaftsbetriebe.
1945, am Ende des Zweiten Weltkrieges marschierte die Rote Armee in die Gegend ein. Als Folge des Krieges wurde das Dorf Teil Polens und es erfolgte die Umbenennung in Pręgowo. 1970 gab es im Dorf eine vierklassige Grundschule, einen Bibliothekspunkt sowie ein Kino mit 30 Sitzplätzen. 1937 wurde Pręgowo Sitz eines Schulzenamtes zu welchem die Ortschaften Bocian, Turwągi und Wólka  gehörten.

### Einwohnerentwicklung
Nachfolgend die graphische Darstellung der Einwohnerentwicklung.

## Verkehr
Das Dorf liegt an einer Nebenstraße, welche nach etwa einem Kilometer in nordwestlicher Richtung in die Wojewodschaftsstraße 591 (droga wojewódzka 591) mündet.
Die nächste Bahnstation befindet sich im etwa fünf Kilometer nördlich gelegenen Kętrzyn. Von dort bietet die PKP Direktverbindungen nach Olsztyn und Posen an.
Der geographisch nächste internationale Flughafen ist der Flughafen Kaliningrad, der sich etwa 95 Kilometer nordwestlich auf russischem Hoheitsgebiet befindet. Der nächste internationale Flughafen auf polnischem Staatsgebiet ist der etwa 190 Kilometer westlich gelegene Lech-Wałęsa-Flughafen Danzig.

## Dorfkirche
Die Dorfkirche ist zusammen mit dem Ort 1323 erwähnt. Die Kirche ist ein kleiner Bau von 23 zu 8,6 Meter. Wie typisch für eine Dorfkirche im historischen Ostpreußen weist der Bau einen geraden Chorabschlusses, eine flache Bretterdecke, eine im Westen über die ganze Breite des Schiffes vorgelagerte Vorhalle, Granitbau bis zur Traufe, und einfache Staffelgiebel auf. Der Turm ist mit Brettern verschalt und mit hölzerner achteckiger Haube bekrönt.
Nach einer Legende war die Kirche durch Not und Krieg verschollen und wurde von einem Hirten im Wald wiedergefunden.